# Takarazuka Revue
Takarazuka Revue (jap. 宝塚歌劇団 Takarazuka Kageki-dan) – japoński, rewiowy teatr kobiecy z siedzibą w Takarazuka (prefektura Hyōgo, Japonia). Wszystkie role grają wyłącznie kobiety w wystawnych produkcjach musicalowych, w stylu broadwayowskim. Czasem wystawiane historie są zaczerpnięte z mang shōjo i japońskiego folkloru. 

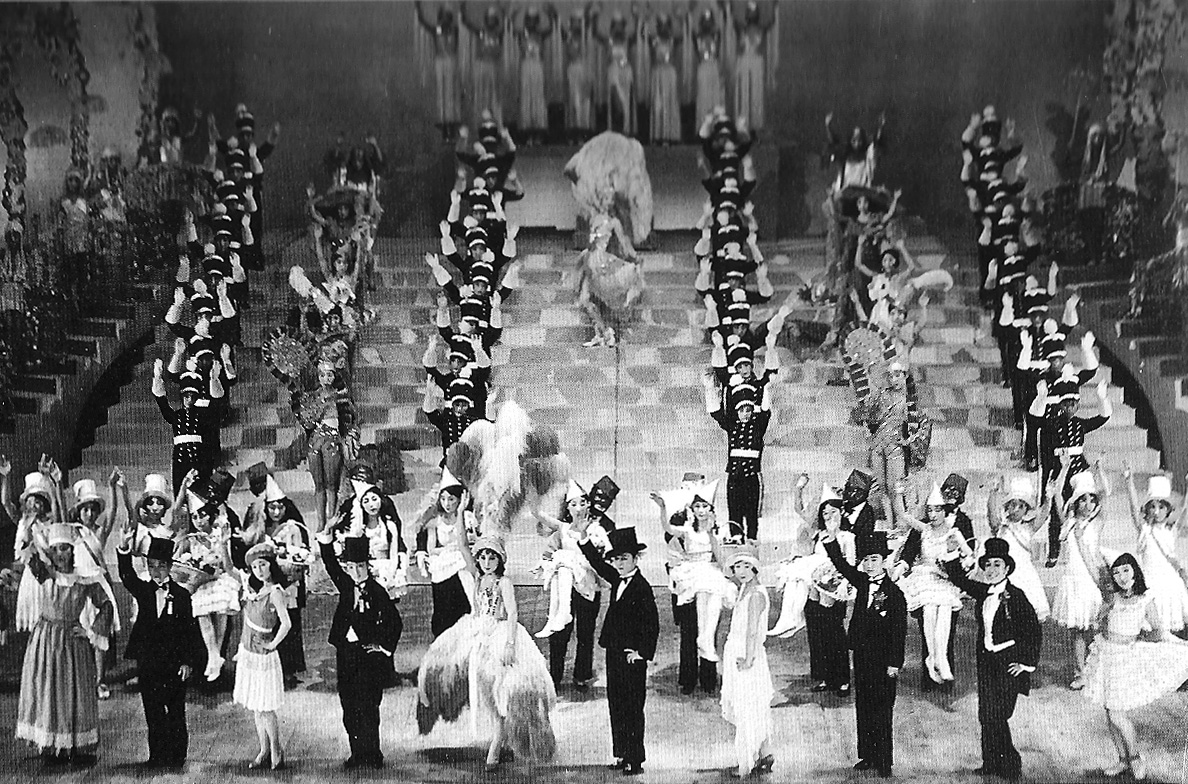
„Parisette” 1930

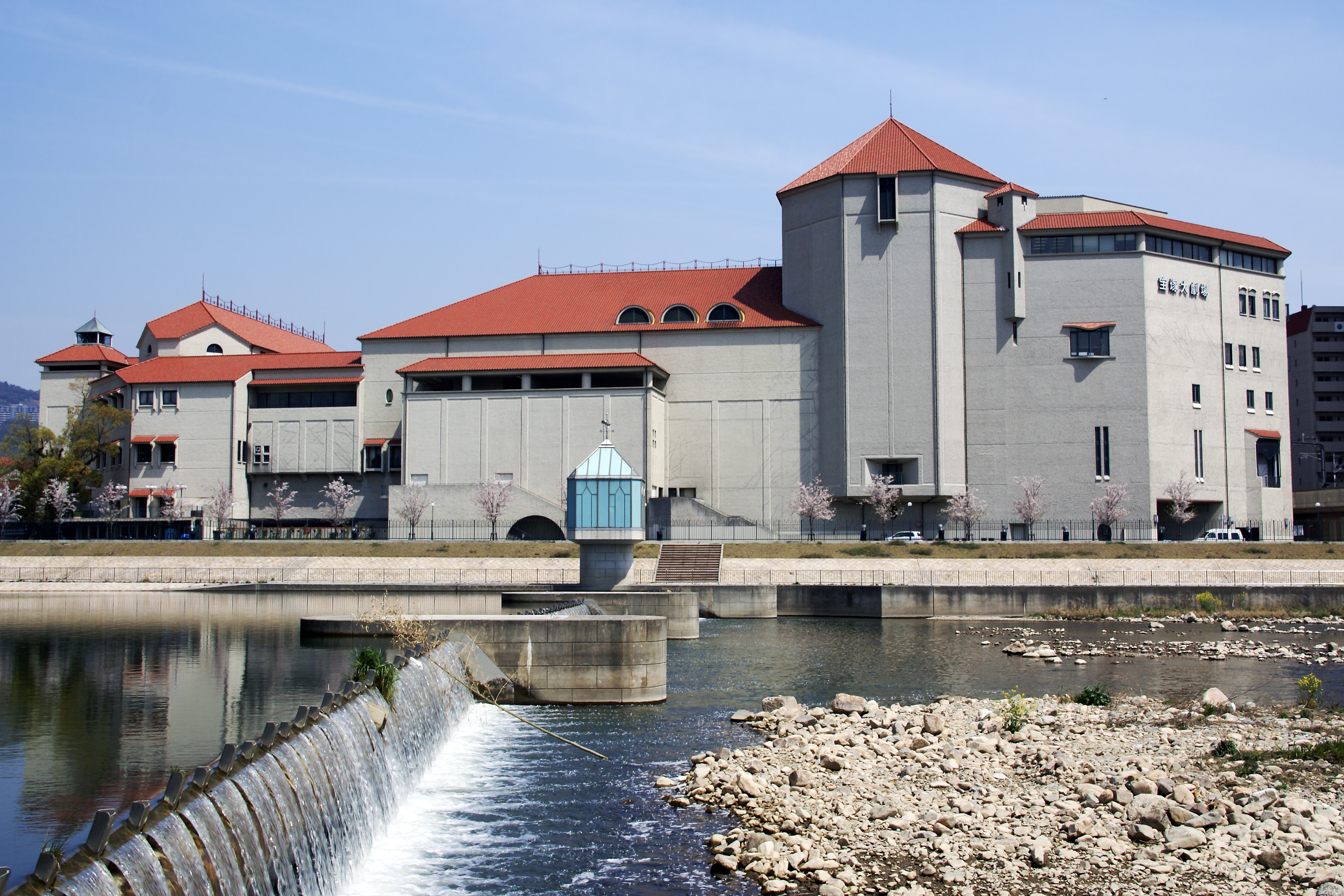
Takarazuka Grand Theater (prefektura Hyōgo)

Rewia wzięła swoją nazwę od końcowej stacji linii kolejowej Hankyū Takarazuka z przedmieść Osaki. Jest to oddział firmy Hankyū – wszystkie członkinie trupy są przez nią zatrudnione. Jest to pierwsza trupa, która przedstawiła rewię Japonii.

## Historia

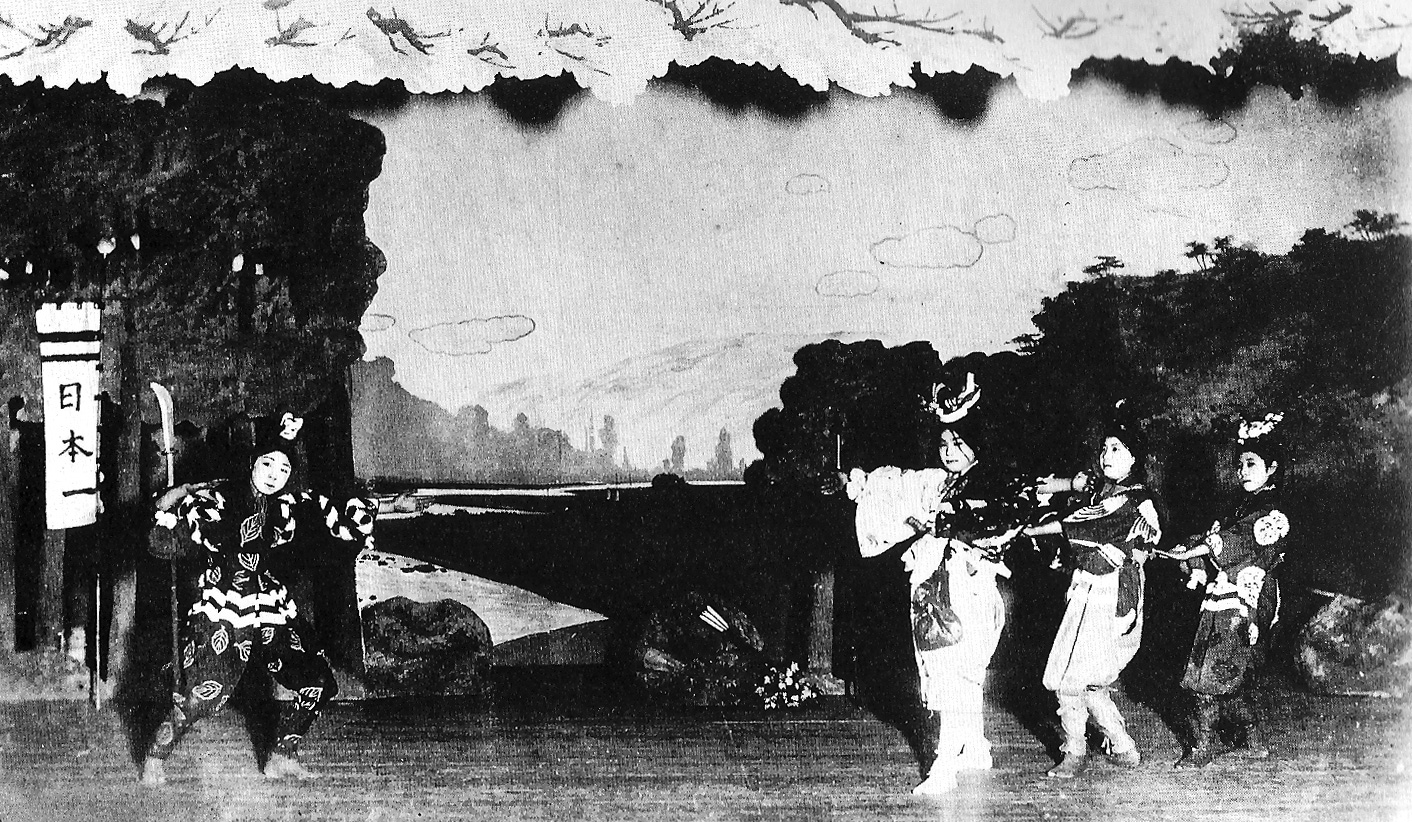
Pierwszy występ „Donburako”, 1914 rok

Takarazuka Revue została założona przez Ichizō Kobayashiego, przemysłowca i prezesa Hankyū, w Takarazuka, w Japonii w 1913 roku. W mieście znajdował się przystanek końcowy linii Hankyū z Osaki i już wtedy miasto było popularne wśród turystów ze względu na znajdujące się tu gorące źródła. Kobayashi wierzył, że to było idealne miejsce, aby stworzyć pewnego rodzaju atrakcję, która zwiększałaby sprzedaż biletów kolejowych i przyciągała więcej przedsiębiorstw do Takarazuki. Ponieważ zachodnie piosenki i pokazy tańca stawały się coraz bardziej popularne i Kobayashi uważał teatr kabuki za stary i elitarny, postanowił, że grupa teatralna złożona z kobiet może zostać dobrze przyjęta przez społeczeństwo.
Pierwszy występ rewii odbył się 1 kwietnia 1914 roku. Dziesięć lat później, rewia stała się na tyle popularna, aby stworzyć własny teatr w Takarazuka, zwany Dai Gekijō (jap. 大劇場) czyli „Wielki Teatr”. Firma jest też właścicielem i prowadzi inny teatr Takarazuka w Tokio. Obecnie Takarazuka występuje dla 2,5 mln ludzi rocznie i większość ich fanów to kobiety.
Cechą charakterystyczną rewii Takarazuka jest to, że wszystkie role są grane przez kobiety, zgodnie z oryginalnym modelem kabuki, obowiązującym do 1629 roku, kiedy to kobietom zezwalano grywać w teatrze w Japonii. Kobiety, które grają role męskie nazywane są otokoyaku (jap. 男役;  dosł. „rola męska”), a grające role żeńskie nazywane są musumeyaku (jap. 娘役; dosł. „rola kobieca”). Kostiumy, scenografie i oświetlenie są pełne przepychu, a występy przesadnie melodramatyczne.
W teatrze wyróżnia się pięć głównych trup: Kwiat (jap. 花 hana), Księżyc (jap. 月 tsuki), Śnieg (jap. 雪 yuki), Gwiazda (jap. 星 hoshi) oraz Kosmos (jap. 宙 sora), a także senka (jap. 専科 ang. „superior members”) – grupę starszych aktorek nie należących do konkretnej grupy. Kwiat i Księżyc są oryginalnymi zespołami założonymi w 1921 roku. Trupa Śnieg została założona w 1924 roku. Trupa Gwiazda została założona w 1933 roku, tymczasowo rozwiązana w 1939 roku i powróciła na stałe w 1948 roku. Trupa Kosmos została założona w 1998 roku.
Częścią każdego występu jest spektakularny finał, który składa się z kilku charakterystycznych elementów: gunbu (jap. 群舞) (grupowy taniec aktorek otokoyaku we frakach), „Line Dance” (taniec kankan), „Duet Dance” (taniec w duecie otokoyaku i musumeyaku top star), oraz Parada, która jest elementem kończącym finał i polega na schodzeniu aktorek po wielkich schodach (jap. 大階段 ōkaidan), by pokłonić się widowni. Aktorki Takarazuka, czyli tzw. Takarazinki, wystrojone są w hane (jap. 羽), czyli „ozdobne pióra” przyczepiane do ich strojów.
Teatr otrzymał Nagrodę Asahi za 2013 rok, za stuletni wkład w japońską sztukę sceniczną.

## Aktorki Takarazuki

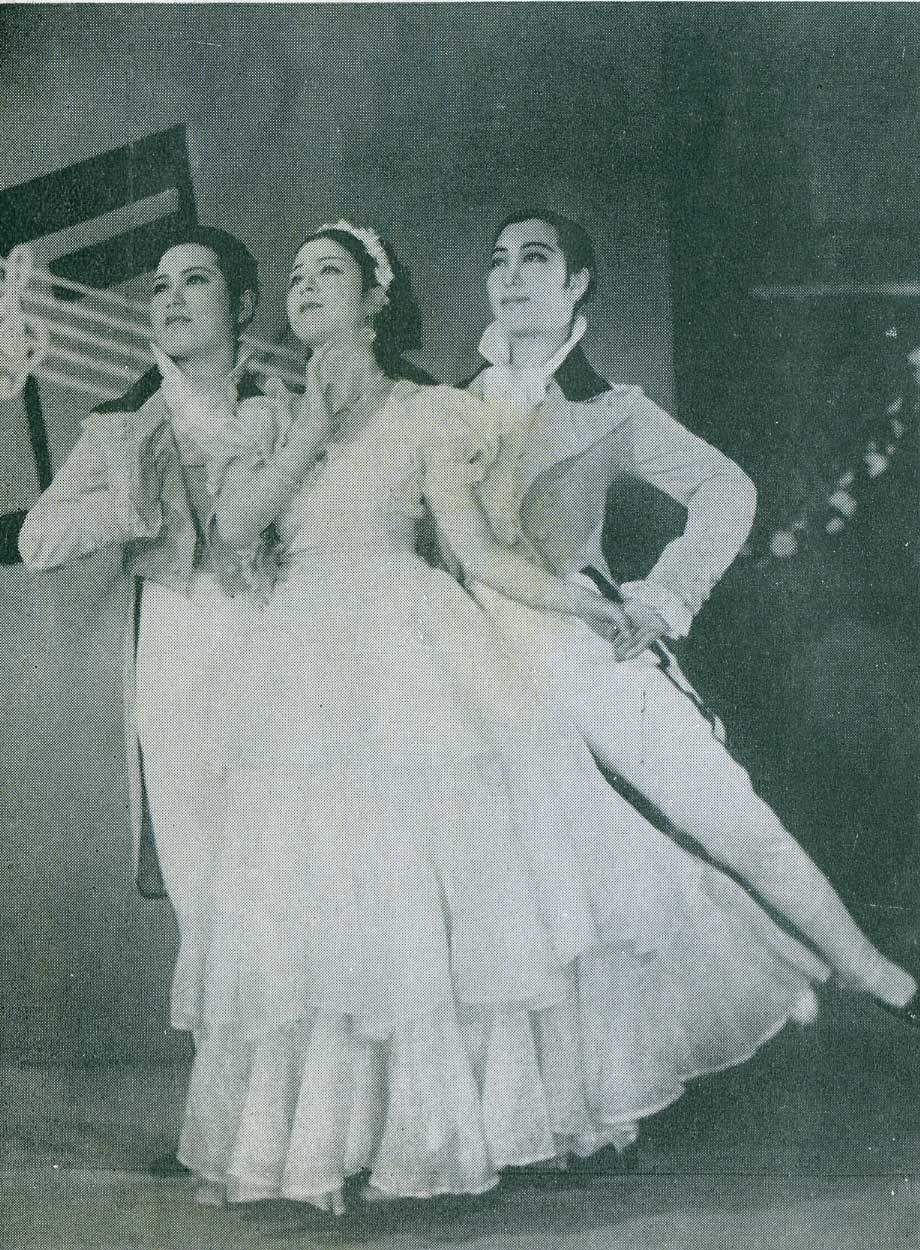
Musumeyaku w towarzystwie dwóch otokoyaku, 1935 r.

Zanim zostanie się członkiem trupy, młoda kobieta musi trenować przez dwa lata w Szkole Muzycznej Takarazuka – jednej z najbardziej konkurencyjnych szkół w swoim rodzaju na świecie. Każdego roku tysiące dziewcząt w wieku od 15 do 18 lat z całej Japonii bierze udział w przesłuchaniu. Szkoła przyjmuje 40 do 50 z nich, dziewczęta uczą się tu m.in. muzyki, tańca i aktorstwa. Uczennice pierwszego roku nauki przechodzą w szkole kurs przygotowawczy (jap. 予科 yoka), a drugiego – kurs właściwy (jap. 本科 honka).
Przejście z kursu podstawowego do kursu właściwego jest momentem podziału uczennic na musumeyaku i otokoyaku. W zależności od wybranej przez nie roli różni się tok ich dalszej edukacji. Podczas nauki dziewczęta mające stać się przyszłymi otokoyaku uczą się jak śpiewać, mówić, wyglądać, poruszać się i zachowywać jak mężczyzna. Z kolei przyszłe musumeyaku uczą się jak być niezwykle kobiecą, zarówno w sposobie poruszania się, mówienia, jak i wyglądu. Ma to na celu stworzenie większego kontrastu tak, by otokoyaku wydawały się bardziej męskie. Po ukończeniu szkoły kobiety przydzielone zostają przez zarząd teatru do poszczególnych trup.

## Trupy
W obrębie Takarazuka istnieje pięć trup i specjalna grupa starszych aktorek. Trupy różnią się od siebie stylem i materiałami, które sprawiają, każda z nich jest niepowtarzalna.

### Trupa Kwiat (Hana)
Trupa Kwiat jest uważana za „skrzynię skarbów” z otokoyaku. Wiele z najbardziej popularnych byłych i obecnych najlepszych top star pochodzi z tej grupy; są to m.in. Sumire Haruno i Tomu Ranju (Hana), Jun Shibuki, Jun Sena i Kiriya Hiromu (Tsuki) oraz Hikaru Asami (Yuki). Występy z ich udziałem mają zazwyczaj większe budżety, wyjątkowe projekty scenografii i kostiumów. Trupa znana jest z kwiecistego, ale eleganckiego stylu.

### Trupa Księżyc (Tsuki)
Trupa jest domem dla młodych wykonawców (z Yūki Amami w szóstym roku osiągnęła status top star w latach 90. XX w.), członkowie trupy są również utalentowanymi śpiewakami. Wystawiane przez trupę sztuki to zwykle dramaty, zachodnie musicale i nowoczesne scenerie, takie jak Guys and Dolls, czy Me and My Girl. Trupa znana jest z wyjątkowego uroku.

### Trupa Śnieg (Yuki)
Trupa jest uważana strażnika tradycyjnego tańca i opery całej firmy, jest awangardą tradycyjnego japońskiego dramatu w firmie, która ma tendencję do wystawiania Zachodnich produkcji. Trupa jako pierwsza wykonała musical Elisabeth w Japonii. Trupa znana jest z powściągliwego wdzięku.

### Trupa Gwiazda (Hoshi)
Trupa wydaje się być domem gwiazd Takarazuki. Podobnie jak w trupie Kwiat należą do niej utalentowane aktorki otokoyaku. Trupa znana jest ze swojej popisowości.

### Trupa Kosmos (Sora)
Najnowsza trupa, jest mniej tradycyjna i bardziej eksperymentalna. Kiedy została stworzona, w jej skład weszły aktorki z innych grup. Na styl trupy mieli wpływ tacy wykonawcy jak Asato Shizuki pierwsza otokoyaku top star grupy, Yōka Wao I Mari Hanafusa – „złote kombi” (ang. Golden Combi), które prowadziły trupę przez sześć lat. Grupa zadebiutowała w Hongkongu w styczniu 1998 roku. Trupa jako pierwsza wykonała musical Phantom. Większość z otokoyaku w grupie ma ponad 170 cm wzrostu.

## Struktura trup i hierarchia
W każdej trupie najważniejszymi aktorkami jest para top star otokoyaku i musumeyaku, za którymi plasują się kolejno nibante (jap. 二番手; pl. „aktorka drugoplanowa”) i sanbante (jap. 三番手; pl. „aktorka trzecioplanowa”). Jednakże najważniejszą osobą w trupie jest tzw. kumichō (jap. 組長) – menedżerka, którą z reguły zostaje najstarsza lub najdłużej przebywająca w danej trupie aktorka. Pełni funkcję przedstawicielki danej trupy przed dyrekcją teatru.
Poza tytułami odnoszącymi się do pozycji w grupie lub statusu aktorskiego, funkcjonują tu tytuły stanowiące o hierarchii. Głównym podziałem jest podział aktorek ze względu na staż. Takarazinki ze stażem do siedmiu lat określane są mianem juniorek (jap. 上級生 jōkyūsei), a z dłuższym – seniorek (jap. 下級生 kakyūsei). Juniorki są pracowniczkami firmy i zazwyczaj pracują jako tancerki w tle i w shinjin kōen (jap. 新人公演) – występach wyłącznie dla jōkyūsei. Po siódmym roku stają się kakyūsei i mogą negocjować swoje kontrakty z firmą.

## Rodzaje musicali wykonywanych przez Takarazuka

### Adaptacje sztuki zachodniej
Podczas gdy większość prac Takarazuki jest pisanych przez członków kreatywną kadrę, są one często adaptowane z zachodnich klasycznych musicali, opery, sztuk teatralnych, powieści lub filmów:
| Powieści: - Córka kapitana (jako Dark Brown Eyes) i Eugeniusz Oniegin (Aleksander Puszkin) - Hrabia Monte Christo (Aleksander Dumas) - Więzień na zamku Zenda (Anthony Hope) - Manon Lescaut (Antoine Prévost) - Opowieść o dwóch miastach i Wielkie nadzieje (Charles Dickens) - Wiek niewinności (Edith Wharton) - Wichrowe Wzgórza (Emily Brontë) - Łuk triumfalny (Erich Maria Remarque) - Komu bije dzwon (Ernest Hemingway) - Wielki Gatsby i The Love of the Last Tycoon (Francis Scott Fitzgerald) - Bracia Karamazow (Fiodor Dostojewski) - Tom Jones (Henry Fielding) - Duma i uprzedzenie (Jane Austen) - Zagubione dni (James Hilton) - Na wschód od Edenu (John Steinbeck) - Zorro (Johnston McCulley) - Anna Karenina i Wojna i pokój (Lew Tołstoj) - Przeminęło z wiatrem (Margaret Mitchell) - Portret Doriana Graya (Oscar Wilde) - Niebezpieczne związki (jako Romanesque Mask) (Pierre Choderlos de Laclos) - Carmen (jako Passion: Jose and Carmen) (Prosper Mérimée) - Czerwone i czarne i Pustelnia parmeńska (jako Passionate Barcelona) (Stendhal) - Blood and Sand (Vicente Blasco Ibáñez) Filmy: - Oficer i dżentelmen - Bonnie i Clyde - Casablanca - Dis moi oui... (jako At the End of a Long Spring) - Żegnaj, moja konkubino/The Phantom Lover (jako Singing in the Moonlight) - JFK - Sabrina - Gdzieś w czasie - Ocean’s 11 | Opery: - Aida (jako Song of the Kingdom) - Kawaler srebrnej róży (jako Love Sonata) - Trubadur (jako A Kiss To The Flames) - The Tales of Hoffmann - Tristan i Izolda (jako Elegy) - Turandot (jako Legend of the Phoenix: Calaf & Turandot) - Véronique - Andrea Chénier (jako The Poem of Love and Revolution ~Andrea Chénier~) Musicale: - The Apple Tree - Can-Can - Cinderella - Copacabana - Elisabeth - Ernest in Love - Flower Drum Song - Grand Hotel - Guys and Dolls - How to Succeed in Business Without Really Trying - Kean - Kiss Me Kate - Me and My Girl - Oklahoma! - On a Clear Day You Can See Forever - One Touch of Venus - Phantom - Roméo et Juliette, de la Haine à l’Amour - Singin' in the Rain - The Scarlet Pimpernel - The Sound of Music - West Side Story Sztuki: - William Szekspir: Romeo i Julia, Twelfth Night, Julius Caesar (jako Rome at Dawn), Wiele hałasu o nic, Zimowa opowieść oraz Hamlet - John Fletcher i Szekspir: Dwóch szlachetnych krewnych - Goethe: Faust |

### Adaptacje sztuki japońskiej

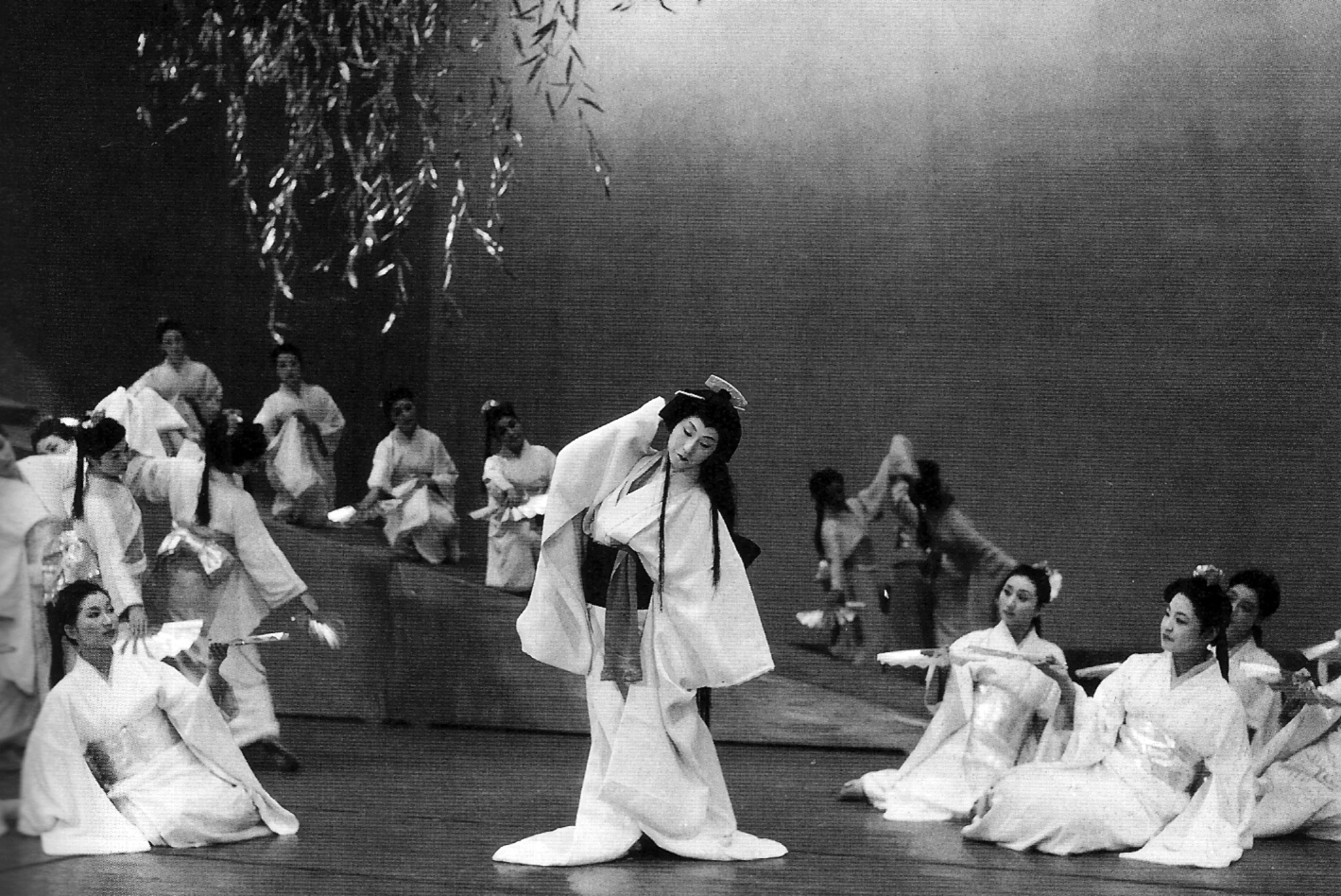
„Four Fantasia”, 1951 r.

Historie rozgrywające się w Japonii i wzorowane na historycznych zapisach lub tradycyjnych opowieściach, są często określane jako nihonmono (jap. 日本物) lub, rzadziej, wamono (jap. 和物). Wśród nich najczęściej wystawianą na scenie Takarazuki jest Genji monogatari.
Popularne mangi były również często adaptowane na sztukę sceniczną, jak np. Róża Wersalu I Orpheus no mado Riyoko Ikedy, Black Jack i Hi no tori Osamu Tezuki, El Halcón Yasuko Aoike oraz Rurōni Kenshin Nobuhiro Watsukiego.
Najnowszym przykładem prac zaadaptowanych z japońskich powieści bądź opowiadań są Osaka Samurai (jap. 大阪侍) wystawiany przez trupę Księżyc (oparty na opowiadaniu Ryōtarō Shiba) i Black Lizard (jap. 黒蜥蜴 Kurotokage) wystawiany przez trupę Kwiat (oparty na historii Kogorō Akechiego, autorstwa Ranpo Edogawy).
W 2009 roku Takarazuka Revue wystawiła dwa spektakle będące adaptacją serii gier wideo Phoenix Wright: Ace Attorney firmy Capcom. Innymi tytułami zaadaptowanymi są m.in. Ace Attorney (sztuka pt. Prosecutor Miles Edgeworth: Ace Attorney 3) i Sengoku Basara.

### Adaptacje innych dzieł azjatyckich

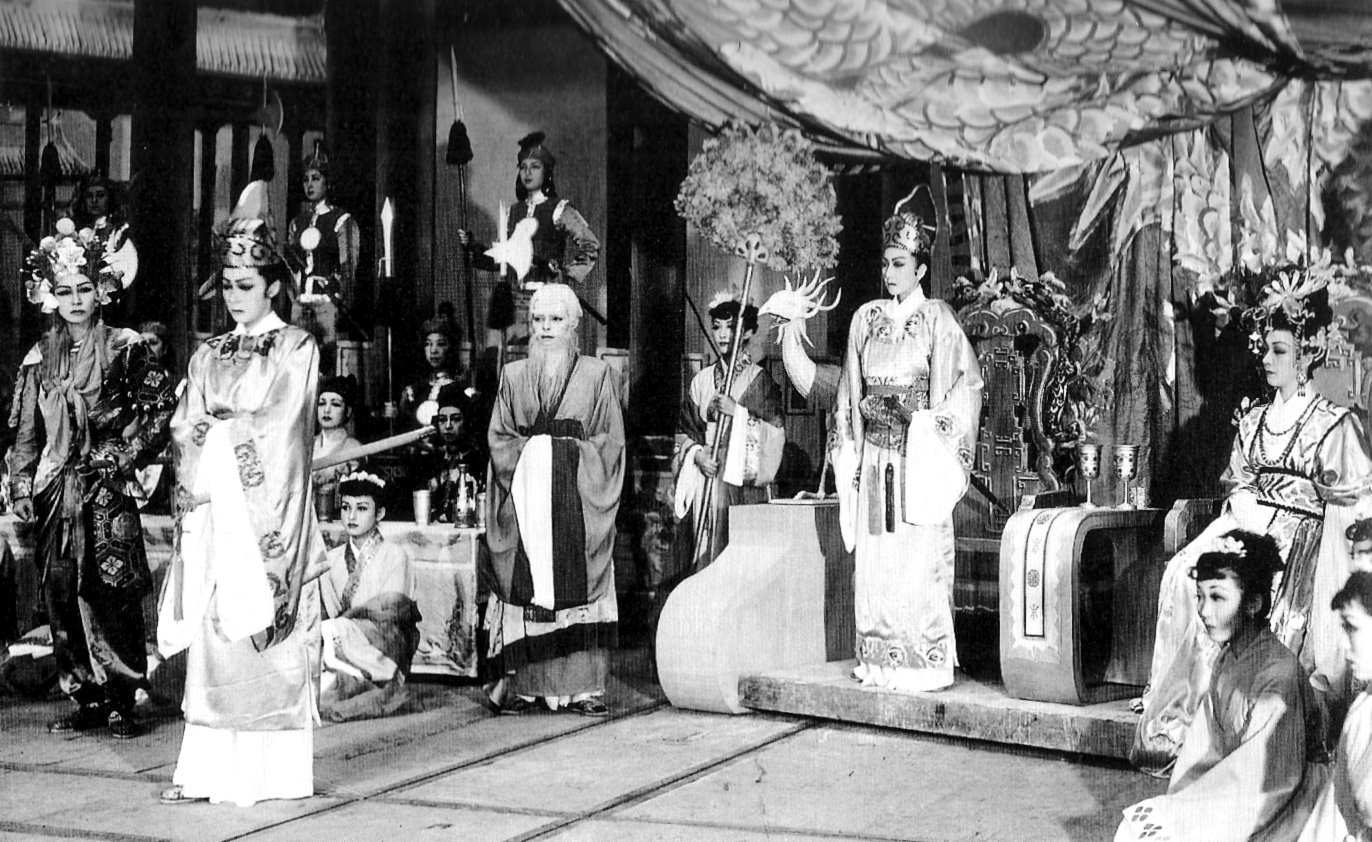
„Gubijin” (Xiang Yu i Liu Bang), 1951 r.

Wśród sztuk zaadaptowanych z innych źródeł azjatyckich jest opera pekińska Żegnaj, moja konkubino, przedstawiająca z romans między Xiang Yu i jego kochanką Damą Yu.

## Personel
Aktualne „top stars” każdej z grup:
| Grupa   | Otokoyaku      | Musumeyaku     |
| ------- | -------------- | -------------- |
| Senka   | Yū Todoroki    |                |
| Kwiat   | Rei Yuzuka     | Yūki Hana      |
| Księżyc | Ryō Tamaki     | Sakura Misono  |
| Śnieg   | Sakina Ayakaze | Kiwa Asazuki   |
| Gwiazda | Makoto Rei     | Hitomi Maisora |
| Kosmos  | Suzuho Makaze  | Hana Jun       |
| Źródło: |                |                |

## Byłe Takarazinki
Byłe aktorki, które kontynuowały pracę jako aktorki sceniczne, filmowe, czy telewizyjne, to m.in.:
| otokoyaku | musumeyaku |
| --- | --- |
| - Ran Ōtori - Rei Asami - Maki Ichirō - Keaki Mori - Yūki Amami - Mao Daichi - Fubuki Takane - Miki Maya - Midori Hatsukaze - Sakiho Juri - Mayo Suzukaze - Jun Shibuki - Asato Shizuki - Nao Ayaki - Yōka Wao - Wataru Kozuki - Hikaru Asami - Sumire Haruno - Kei Aran - Kei Takeshiro - Makoto Tsubasa - Maya Misato - Mao Ayabuki - Natsuki Mizu - Yūga Yamato - Sei Matobu - Kei Otozuki - Reon Yuzuki | - Risa Junna - Hitomi Kuroki - Mahiru Konno - Rei Dan - Miyo Fuzuki - Mari Hanafusa - Rira Maikaze - Rui Shijō - Kanami Ayano - Yuri Shirahane - Yukiko Todoroki - Aya Izumo |

## Publiczność Takarazuki
Według niektórych szacunków publiczność Takarazuki jest w około 90% złożona z kobiet i wielopokoleniowa. Istnieją dwie główne teorie na temat tego, co przyciąga te kobiety do Takarazuki. Jedną z nich jest to, że kobiety przyciągają nieodłączne lesbijskie podteksty. Według konkurencyjnej teorii kobiety są zafascynowane otokoyaku (aktorkami grającymi role męskie), które odgrywają rolę wyidealizowanych mężczyzn do perfekcji.